# Jente Hauttekeete
Jente Hauttekeete (né le 14 mars 2002) est un athlète belge, spécialiste des épreuves combinées.

## Biographie
Le 14 février 2021, à Francfort-sur-le-Main en salle, Jente Hauttekeete établit un nouveau record du monde junior de l'heptathlon en totalisant 6 062 pts. Il améliore ainsi de 78 pts l'ancienne meilleure marque que détenait l'Espagnol Eusebio Cáceres depuis l'année 2010, devenant le premier athlète junior au monde à franchir les 6 000 pts.
Le 18 juillet 2021, il remporte la médaille d'or du décathlon lors des championnats d'Europe juniors à Tallinn, en totalisant 8 150 pts au barème du décathlon junior. Le 21 août de la même année, il décroche la médaille d'argent des championnats du monde juniors, à Nairobi au Kenya, devancé par le Tchèque František Doubek.
En juin 2024, il termine 8e du décathlon aux Championnats d'Europe en battant son record personnel (8 156 points), ainsi que ses records sur 400 m (48 s 63), au lancer du javelot (56,52 m) et au 1 500 m (4 min 28 s 85).
En juillet, il remporte le triathlon (lancer du poids, saut en longueur et 110 m haies) du Meeting de Paris en battant ses records au lancer du poids (14,78 m) et au 110 m haies (13 s 99).
En septembre, il améliore son record et termine à la 4e place du Décastar avec 8 268 points.

## Palmarès

### International
| Date | Compétition                    | Lieu    | Épreuve | Résultat   | Temps     |
| ---- | ------------------------------ | ------- | ------- | ---------- | --------- |
| 2021 | Championnats d'Europe juniors  | Tallinn | 1er     | Décathlon  | 8 150 pts |
| 2021 | Championnats du monde juniors  | Nairobi | 2e      | Décathlon  | 8 053 pts |
| 2024 | Championnats du monde en salle | Glasgow | 8e      | Heptathlon | 5 940 pts |
| 2024 | Championnats d'Europe          | Rome    | 8e      | Décathlon  | 8 156 pts |

### National
- Championnats de Belgique d'athlétisme :
  - Décathlon : vainqueur en 2022
- Championnats de Belgique d'athlétisme en salle :
  - Saut en longueur : vainqueur en 2022
  - Heptathlon : vainqueur en 2022

## Records
| Épreuve    | Performance     | Lieu      | Date              |
| ---------- | --------------- | --------- | ----------------- |
| Décathlon  | 8 268 pts       | Talence   | 15 septembre 2024 |
| Heptathlon | 6 259 pts (=NR) | Apeldoorn | 8 mars 2025       |